# Filme Eurospy

O pôster do filme James Tont Operazione D.U.E. (1966) parodiando o sucesso de 007 no filme Thunderball.

Filme Eurospy, ou filme de espionagem Spaghetti (quando se refere a filmes do gênero produzidos na Itália), é um gênero de filmes de espionagem produzidos na Europa, especialmente na Itália, França e Espanha, que ou imitou sinceramente ou parodiou os longas-metragens da série de espionagem britânica James Bond. A primeira leva de filmes Eurospy foi lançada em 1964, dois anos depois do primeiro filme de James Bond, Dr. No, e no mesmo ano da estreia do que muitos consideram ser a apoteose da série Bond, Goldfinger. Na maior parte, a mania do Eurospy durou até cerca de 1967 ou 1968. Na Itália, onde a maioria desses filmes foi produzida, essa tendência substituiu o gênero espada e sandália, então em declínio.
Christopher Frayling, que estimou o número de filmes Eurospy em 50, sentiu que eles transmitiram características ao Spaghetti Western como a ênfase na tecnologia da morte, como armas especiais, o anonimato do protagonista, a equação dos vilões de que "dinheiro = poder" e apartes humorísticos que arrancaram risadas do público após sequências violentas.
Para maior verossimilhança, esses filmes frequentemente apresentavam estrelas americanas e britânicas nos papéis principais.  Os heróis dos filmes eram agentes secretos que muitas vezes recebiam nomes semelhantes a "James Bond" (incluindo "Charles Bind", "Charles Vine" e "James Tont", onde "Tont" é um trocadilho com tonto, que significa "burro" ou "estúpido" em italiano) e/ou um codinome correspondente ou semelhante ao "007" de James Bond. Ao contrário dos filmes italianos de espionagem, a maioria dos filmes de espionagem franceses, britânicos e da Alemanha Ocidental fizeram uso de espiões literários de ficção existentes, incluindo Bulldog Drummond, Harry Palmer, Hubert Bonisseur de La Bath, também conhecido como OSS 117 (que não foi baseado em James Bond, mas que ajudou a inspirar James Bond), Francis Coplan e Rolf Torring.

## Exemplos
Algumas estrelas europeias e seus filmes foram renomeados para lucrar com a mania do superespião. Por exemplo, La Muerte silba un Blues de Jesús Franco ou "Jess Frank", de 1962, foi mais tarde renomeado como 077 Operation Jamaica ou 077 Operation Sexy com a estrela Conrado San Martín rebatizada de "Sean Martin" para evocar imagens de Sean Connery e Dean Martin (que interpretou Matt Helm). O filme do herói fictício alemão Rolf Torring, Der Fluch des Schwarzen Rubin, foi renomeado como Agente S3S Operazione Uranio.

### Europa continental
Tantos filmes franceses e italianos usaram “007” que a United Artists disse à indústria cinematográfica italiana que apenas James Bond poderia ser 007 e ameaçou com ação legal. Contornando essa restrição, muitos filmes receberam números de três dígitos semelhantes, mas legalmente aceitáveis, em seus títulos, como o ítalo-espanhol A 001, a operazione Giamaica, também conhecido como Our Man in Jamaica (1965) e a trilogia Secret Agent 077, estrelada por Ken Clark (Agente 077 - Missão "Bloody Mary", Agente 077 - Fúria no Oriente, e Missão Especial Lady Chaplin ). 008: Operação Exterminar (1965) do diretor Umberto Lenzi apresenta a primeira heroína feminina do tipo Bond. Lenzi também fez três filmes estrelados por Roger Browne, Superseven chiama Cairo (1965), Last Man to Kill (1966) e The Spy Who Loved Flowers (1966). Browne também esteve em Senha: Matar o Agente Gordon (1966).
A série James Tont do diretor Bruno Corbucci, estrelada por Lando Buzzanca é a primeira série de comédia italiana baseada em 007. A operação UNO de James Tont (1965) apresenta uma personagem feminina chamada "Goldsinger" e sequências subaquáticas que ecoam Thunderball. Isso foi rapidamente seguido pela sequência James Tont operazione DUE, também conhecida como The Wacky World of James Tont (1965). Corbucci também escreveu os roteiros de Kiss Kiss... Bang Bang (1966) e a paródia de Derek Flint Il vostro super agente Flit (1966). Outra paródia de Bond, Two Mafiosi Against Goldfinger, também conhecido como The Amazing Dr. G (1965), apresenta Fernando Rey como um gênio do crime chamado Goldginger.
O agente da CIA Bob Fleming é apresentado em um trio de filmes italianos, Secret Agent Fireball também intitulado Da 077: le spie uccidono a Beirut (1965), Killers are Challenged também conhecido como A 077, sfida ai killers (1966), dirigido por Antonio Margheriti, e Fúria em Marraquexe, também conhecida como Furia a Marrakech (1966). Margheriti fez outro filme de espionagem, Lightning Bolt, também conhecido como Operazione Goldman (1966).
Outros exemplos notáveis incluem Berlin, Appointment for the Spies, também conhecido como Spy in Your Eye (Itália, 1965), a série francesa OSS 117, de André Hunebelle, baseada no personagem Jean Bruce e a trilogia Tigre de Claude Chabrol (Le Tigre aime la chair fraiche, Le Tigre se parfume à ladynamite, e Blue Panther, também conhecido como Marie-Chantal contre le docteur Kha), e as séries alemãs Kommissar X e Jerry Cotton. As séries francesas Eddie Constantine, Nick Carter e Lemmy Caution passaram para a espionagem com vários filmes, incluindo Alphaville (1965), de Jean-Luc Godard.
Os romances franceses de Francis Coplan resultaram em seis filmes, incluindo Coplan Saves His Skin (1968). Jean Marais estrelou o franco-italiano The Reluctant Spy (1963) e Pleins feux sur Stanislas (1965). Jean-Paul Belmondo participou da paródia do espião francês That Man From Rio (1964). O ator americano Ray Danton fez dois filmes franceses, Code Name: Jaguar (1965), Secret Agent Super Dragon (1966), e a paródia hispano-italiana de 007 Lucky, el intrépido, também conhecido como Lucky, the Inscrutable (1966) e dirigida por Jesús Franco. Franco também fez The Girl from Rio (1969) com Shirley Eaton de Goldfinger no papel-título.
A coprodução internacional de Dino De Laurentiis, Kiss the Girls and Make Them Die (1966), foi filmada no Rio de Janeiro com um diretor americano e um elenco anglo-americano (Mike Connors, Terry-Thomas, et al.) e um orçamento superior do que a maioria dos filmes Eurospy. Uma pedra de toque desta série de filmes foi OK Connery, também conhecido como Operation Kid Brother (1967) e estrelado por Neil Connery, irmão do então ator de James Bond, Sean Connery, além de vários atores da série oficial de James Bond. O diretor, Alberto De Martino, também fez Missão Especial Lady Chaplin (1966) e O Espião de Dez Faces (1966) com Karin Dor. Ela foi a primeira Bond girl alemã, aparecendo em You Only Live Twice (1967).
O ator britânico Stewart Granger estrelou Red Dragon (1965), Target for Killing (1966) com Adolfo Celi de Thunderball, e Requiem for a Secret Agent (1966) na Itália junto com Daniela Bianchi. Além do filme de James Bond From Russia with Love (1963), Bianchi fez os filmes de espionagem italianos Le Tigre aime la chair fraiche
(1964), Special Mission Lady Chaplin (1966) e duas paródias de 007: Balearic Caper (1966) e o mencionado anteriormente OK Connery (1967). Sergio Sollima, que dirigiu Réquiem para um Agente Secreto, também dirigiu dois filmes semelhantes a Bond, estrelados por George Ardisson, Agente 3S3: Passaporte para o Inferno (1965) e Agente 3S3, Massacre ao Sol (1966). Ardisson fez um terceiro filme de espionagem italiano, Operação Counterspy (1965).
Marilù Tolo esteve em sete produções ítalo-franco-italianas: Espionage in Lisbon (1965), Balearic Caper (1966), Kiss the Girls and Make Them Die (1966), Perry Grant, agente di ferro , também conhecido como The Big Blackout (1966), To Skin a Spy (1966), Judoka-Secret Agent (1966) e Casse-tête chinois pour le judoka (1967). E Luciana Paluzzi de Thunderball (1965) também fez o franco-italiano Assassinos de Aluguel (1968).
O ator canadense-americano Lang Jeffries interpretou um agente secreto em Agente X 1-7 operazione Oceano (Itália, 1965), Z7 Operation Rembrandt (Alemanha-Itália, 1966), Spies Strike Silently (Itália, 1966), The Beckett Affair (França- Itália, 1966), The Killer Lacks a Name (Espanha-Itália, 1966) e Mexican Slayride (Espanha-Itália, 1967).
Um par de filmes pós-década de 1960 baseados na série SAS do autor francês Gérard de Villiers apareceu na década de 1980, SAS à San Salvador (1982), estrelado por Miles O'Keeffe como Malko e Eye of the Widow (1989) com Richard Young como Malko.

### Filmes britânicos
Daliah Lavi, mais conhecida por suas duas paródias americanas de 007, The Silencers (1966) e Casino Royale (1967), esteve em Shots in Threequarter Time, também conhecido como Spy Hunt em Viena e Operation Solo (Alemanha, 1965) e nos filmes britânicos The Spy with a Cold Nose (1966) e Some Girls Do (1969), estrelado por Richard Johnson. Estrelou Danger Route (1967) e Deadlier Than the Male (1967), este último com Sylva Koscina. Ela fez outros dois filmes britânicos, Hot Enough for June, também conhecido como Agent8+3⁄4 (1964), que trazia uma menção ao Agente 007 e Nosso Homem em Marrakech, também conhecido como Bang! Bang! You're Dead! (1966) e duas produções italianas, That Man in Istanbul (1965) e Agent X-77 Orders to Kill (1966).
Outros filmes britânicos incluem Master Spy (1964), The Quiller Memorandum (1966), estrelado por George Segal, e Subterfuge (1968), estrelado por Gene Barry. Michael Caine interpretou o espião Harry Palmer em The Ipcress File (1965) e quatro sequências. A semiparódia Licensed to Kill, também conhecida como O Segundo Melhor Agente Secreto do Mundo Inteiro (1965), dirigida por Lindsay Shonteff, apresentava o agente Charles Vine, parecido com Bond. Isto foi seguido por duas sequências: Where the Bullets Fly (1966), dirigido por John Gilling, e uma obscura produção espanhola OK Yevtushenko, também conhecido como Somebody's Stolen Our Russian Spy (1968). Shonteff dirigiu mais três filmes com um espião semelhante chamado "Charles Bind": Número Um do Serviço Secreto (1970), Licenciado para Amar e Matar, também conhecido como The Man from SEX (1979) e Arma Número Um (1990).
No século XXI, Neal Purvis, Robert Wade e William Davies escreveram a franquia Johnny English, uma série de filmes de comédia de ação e espionagem estrelada por Rowan Atkinson parodiando o gênero do agente secreto James Bond.

### Filmes americanos
Arabesque, Our Man Flint, The Silencers, Murderers' Row (todos de 1966), The Ambushers, In Like Flint (ambos de 1967), A Man Called Dagger (1968) e The Wrecking Crew (1969).

### Paródias pós-anos 60
Dois filmes franceses estrelados por Jean Dujardin, OSS 117: Cairo, Ninho de Espiões de 2006 (ambientado em 1955) e OSS 117: Rio não responde mais (ambientado em 1967) recriam o estilo do período e parodiam o gênero de espionagem para um novo público .
A série americana Austin Powers (1997–2002) de três comédias estreladas por Mike Myers se passa nas décadas de 1960 e 1970. O trio parodia James Bond e outros filmes Eurospy. Michael Caine, como um personagem semelhante ao seu papel de Harry Palmer (The Ipcress File, et al.), interpreta o pai de Powers no terceiro filme, Austin Powers em O Homem do Membro de Ouro (2002).
O filme espanhol Anacleto: agente secreto / Spy Time (2015) reimagina o herói dos quadrinhos de 1964 para as telas.